# Латан, Сэна
Сана́ МакКой Ла́тан (англ. Sanaa McCoy Lathan; род. 19 сентября 1971[…], Нью-Йорк, Нью-Йорк) — американская актриса

 театра, кино, телевидения и озвучивания, кинорежиссёр

 и кинопродюсер. Номинантка на премию «Тони» (2004) в категории «Лучшая женская роль второго плана в пьесе» за роль Бениты Янгер в пьесе «Изюм на солнце» (2004) и премию «Эмми» (2022) в категории «Лучшая приглашённая актриса в драматическом телесериале» за роль Лизы Артур в телесериале «Наследники» (2021).

## Ранние годы
Сана МакКой Латан родилась 19 сентября 1971 года в Нью-Йорке, штат Нью-Йорк, США, в семье режиссёра и продюсера Стэна Латана и актрисы и танцовщицы Элинор МакКой. У неё есть младший брат и три младших единокровных сестры: Тендаджи Латан, диджей, Колетт Латан, Ариэль Латан и Лилейн Латан. Латан посещала Манхэттенский центр науки и математики и среднюю школу Беверли-Хиллз, окончила Калифорнийский университет в Беркли со степенью бакалавра английского языка и Йельский университет со степенью магистра драмы.

## Карьера
Появившись в ряде пьес Шекспира, Латан получила признание как на Офф-Бродвейской, так и на Лос-Анджелесской сцене. В 1996 году она дебютировала на телевидении с ролями в эпизодах телесериалов «В доме» и «Моэша».
Латан появилась в таких фильмах как «Шафер» (1999), «Любовь и баскетбол» (2000), «Тёмный сахар» (2002), «Чужой против Хищника» (2004), «Семья охотников» (2008) и других.
В 2004 году Латан сыграла Бениту Янегр в бродвейской пьесе «Изюм на солнце» и получила номинацию на премию «Тони» за лучшую женскую роль второго плана. Она повторила эту роль в экранизации ABC Network 2008 года.
С 2009 по 2013 год Латан озвучивала Донну Таббс в мультсериале «Шоу Кливленда» и озвучивает эту же героиню в мультсериале «Гриффины» с 2010 года.
В 2021 году Латан сыграла Лизу Артур, известного нью-йоркского юриста с хорошими связями, в телесериале «Наследники» и получила номинацию на премию «Эмми» (2022) в категории «Лучшая приглашённая актриса в драматическом телесериале».

## Фильмография

### Актёрские работы
| Год       |    | Русское название                                 | Оригинальное название                  | Роль                  |
| --------- | -- | ------------------------------------------------ | -------------------------------------- | --------------------- |
| 1996      | с  | В доме                                           | In the House                           | Чериз                 |
| 1996      | с  | Моэша                                            | Moesha                                 | Эбони                 |
| 1997      | с  | Дела семейные                                    | Family Matters                         | Эллисон               |
| 1997      | ф  | Драйв                                            | Drive                                  | Кэролайн Броуди       |
| 1997      | с  | Построено на совесть                             | Built to Last                          | Линда                 |
| 1997      | тф | Чудо в лесу                                      | Miracle in the Woods                   | Лилли в молодости     |
| 1998      | с  | Полиция Нью-Йорка                                | NYPD Blue                              | Ширли Бэриш           |
| 1998      | ф  | Блэйд                                            | Blade                                  | Ванесса Брукс         |
| 1998—1999 | с  | Поздняя линия                                    | LateLine                               | Бриана Гиллиам        |
| 1999      | ф  | Пожизненно                                       | Life                                   | Дейзи                 |
| 1999      | ф  | Сом в соусе из чёрной фасоли                     | Catfish in Black Bean Sauce            | Нина                  |
| 1999      | ф  | Глухой квартал                                   | The Wood                               | Алисия                |
| 1999      | ф  | Шафер                                            | The Best Man                           | Робин                 |
| 2000      | ф  | Любовь и баскетбол                               | Love & Basketball                      | Моника Райт           |
| 2000      | ф  | Курильщик                                        | The Smoker                             | Роксанн               |
| 2000      | тф | Исчезающий                                       | Disappearing Acts                      | Зора Бэнкс            |
| 2002      | ф  | Тёмный сахар                                     | Brown Sugar                            | Сидни «Сид» Шоу       |
| 2003      | ф  | Вне времени                                      | Out of Time                            | Энн Мирай-Харрисон    |
| 2004      | ф  | Чужой против Хищника                             | AVP: Alien vs. Predator                | Алекса «Лекс» Вудс    |
| 2005      | мф | Золотое пламя                                    | The Golden Blaze                       | Моника                |
| 2006      | ф  | Что-то новенькое                                 | Something New                          | Кенья Дениз МакКуин   |
| 2006      | с  | Части тела                                       | Nip/Tuck                               | Мишель Ландау         |
| 2008      | тф | Изюм на солнце                                   | A Raisin in the Sun                    | Бенита Юнгер          |
| 2008      | ф  | Семья охотников                                  | The Family That Preys                  | Андреа                |
| 2009      | ф  | Удивительный мир                                 | Wonderful World                        | Кади                  |
| 2009      | ф  | Окись                                            | Powder Blue                            | Дайана                |
| 2009—2013 | мс | Шоу Кливленда                                    | The Cleveland Show                     | Донна Таббс           |
| 2010—2024 | мс | Гриффины                                         | Family Guy                             | Донна Таббс           |
| 2011      | ф  | Заражение                                        | Contagion                              | Обри Чивер            |
| 2011      | тф | Тильда                                           | Tilda                                  | Саша Литт             |
| 2012      | с  | Босс                                             | Boss                                   | Мона Фредрикс         |
| 2013      | ф  | Покаяние                                         | Repentance                             | Мэгги Картер          |
| 2013      | ф  | Шафер 2                                          | The Best Man Holiday                   | Робин Стюарт          |
| 2015      | ф  | Идеальный парень                                 | The Perfect Guy                        | Лия Вон               |
| 2016      | ф  | Познать неизведанное                             | Approaching the Unknown                | Эмили Мэддокс         |
| 2016      | ф  | Шафер 3                                          | The Best Man Wedding                   | Робин                 |
| 2016      | ф  | Иллюзия обмана 2                                 | Now You See Me 2                       | Натали Остин          |
| 2017      | с  | Огнестрел                                        | Shots Fired                            | Эш Акино              |
| 2017      | ф  | Наёмник                                          | American Assassin                      | Айрин Кеннеди         |
| 2018      | ф  | Счастье в волосах                                | Nappily Ever After                     | Вайолет Джонс         |
| 2018—2019 | с  | Любовники                                        | The Affair                             | Дженел Уилсон         |
| 2019      | ф  | Сын Америки                                      | Native Son                             | Труди Томас           |
| 2019      | с  | Сумеречная зона                                  | The Twilight Zone                      | Нина Харрисон         |
| 2020—2023 | мс | Харли Квинн                                      | Harley Quinn                           | Женщина-кошка         |
| 2021      | с  | Одиночества                                      | Solos                                  | Ния                   |
| 2021      | ф  | В пределах                                       | With/In                                | [ 13 ]                |
| 2021      | с  | Неслучайность                                    | Hit & Run                              | Наоми Хикс            |
| 2021      | с  | Наследники                                       | Succession                             | Лиза Артур            |
| 2022      | ф  | На подходе                                       | On the Come Up                         | Джейда «Джей» Джексон |
| 2022      | с  | Шафер: Последние главы                           | The Best Man: The Final Chapters       | Робин Стюарт          |
| 2023      | ф  | Молодой. Дикий. Свободный.                       | Young. Wild. Free.                     | Дженис Хаффман        |
| 2024      | с  | Правосудие                                       | The Justice                            | Элизабет Грант        |
|           | ф  | Верховные во «Всё, что ты сможешь съесть» у Эрла | The Supremes at Earl's All-You-Can-Eat |                       |
|           | с  | Мисс Клео                                        | Miss Cleo                              | Мисс Клео             |

Видеоигры
| Год  | Название                        | Роль               |
| ---- | ------------------------------- | ------------------ |
| 2007 | CR: Alien vs. Predator          | Алекса «Лекс» Вудс |
| 2014 | Family Guy: The Quest for Stuff | Донна Таббс        |
| 2016 | Zen Pinball 2                   | Алекса «Лекс» Вудс |
| 2016 | Pinball FX 2                    | Алекса «Лекс» Вудс |
| 2016 | Pinball FX 3                    | Алекса «Лекс» Вудс |

Видеоклипы
| Год  | Название                           | Артист   | Роль       |
| ---- | ---------------------------------- | -------- | ---------- |
| 1997 | «Don’t Say»                        | Джон Би  | подруга    |
| 2001 | «What If»                          | Бэбифейс | подруга    |
| 2014 | «Imagine» (ЮНИСЕФ: Мировая версия) | разные   | самой себя |

### Кинопроизводство
| Год  | Название                   | Оригинальное название | Режиссёр | Продюсер |
| ---- | -------------------------- | --------------------- | -------- | -------- |
| 2015 | Идеальный парень           | The Perfect Guy       | Нет      | Да       |
| 2018 | Счастье в волосах          | Nappily Ever After    | Нет      | Да       |
| 2021 | В пределах                 | With/In               | Да       | Нет      |
| 2022 | На подходе                 | On The Come Up        | Да       | Нет      |
| 2023 | Молодой. Дикий. Свободный. | Young. Wild. Free.    | Нет      | Да       |
|      | Мисс Клео                  | Miss Cleo             | Нет      | Да       |

## Награды и номинации
| Год  | Премия                               | Категория                                                                             | Работа                          | Результат |
| ---- | ------------------------------------ | ------------------------------------------------------------------------------------- | ------------------------------- | --------- |
| 2000 | Премия NAACP Image                   | Лучшая женская роль второго плана в фильме                                            | Шафер                           | Номинация |
| 2000 | Teen Choice Awards                   | Выбор «Химия в кино»                                                                  | Любовь и баскетбол              | Номинация |
| 2001 | BET Awards                           | Лучшая женская роль                                                                   | Любовь и баскетбол              | Победа    |
| 2001 | Независимый дух                      | Лучшая женская роль                                                                   | Любовь и баскетбол              | Номинация |
| 2001 | Black Reel                           | Лучшая женская роль                                                                   | Любовь и баскетбол              | Победа    |
| 2001 | Black Reel                           | Лучшая женская роль                                                                   | Исчезающий                      | Номинация |
| 2001 | Фестиваль чёрного кино в Акапулько   | Восходящая звезда                                                                     |                                 | Победа    |
| 2001 | Премия NAACP Image                   | Лучшая женская роль в фильме                                                          | Любовь и баскетбол              | Победа    |
| 2003 | Премия NAACP Image                   | Лучшая женская роль в фильме                                                          | Тёмный сахар                    | Номинация |
| 2003 | Black Reel                           | Лучшая женская роль                                                                   | Тёмный сахар                    | Номинация |
| 2003 | BET Awards                           | Лучшая женская роль                                                                   | Тёмный сахар                    | Номинация |
| 2003 | Teen Choice Awards                   | Выбор «Химия в кино»                                                                  | Тёмный сахар                    | Номинация |
| 2003 | Teen Choice Awards                   | Выбор «Поцелуй в кино»                                                                | Тёмный сахар                    | Номинация |
| 2004 | Тони                                 | Лучшая женская роль второго плана в пьесе                                             | Изюм на солнце                  | Номинация |
| 2004 | BET Awards                           | Лучшая женская роль                                                                   | Вне времени                     | Номинация |
| 2004 | Black Reel                           | Лучшая женская роль                                                                   | Вне времени                     | Победа    |
| 2004 | Фестиваль чёрного кино в Акапулько   | Лучшая женская роль                                                                   | Вне времени                     | Победа    |
| 2004 | Премия NAACP Image                   | Лучшая женская роль второго плана в фильме                                            | Вне времени                     | Номинация |
| 2004 | Театральный мир                      | Лучшая женская роль                                                                   | Изюм на солнце                  | Победа    |
| 2006 | Black Movie                          | Лучшая женская роль                                                                   | Что-то новенькое                | Номинация |
| 2006 | Круг женщин-кинокритиков             | Лучший женский образ в фильме                                                         | Что-то новенькое                | Победа    |
| 2007 | Black Reel                           | Лучшая женская роль                                                                   | Что-то новенькое                | Номинация |
| 2007 | Премия NAACP Image                   | Лучшая женская роль в фильме                                                          | Что-то новенькое                | Номинация |
| 2007 | Премия NAACP Image                   | Лучшая женская роль второго плана в драматическом телесериале                         | Части тела                      | Номинация |
| 2008 | Black Reel                           | Лучшая женская роль                                                                   | Семья охотников                 | Номинация |
| 2009 | Премия NAACP Image                   | Лучшая женская роль в телефильме, мини-сериале или драматическом специальном выпуске  | Изюм на солнце                  | Номинация |
| 2011 | Общество кинокритиков Феникса        | Лучший актёрский состав                                                               | Заражение                       | Номинация |
| 2012 | Премия Люсиль Лортель                | Лучшая женская роль в пьесе                                                           | Кстати, знакомьтесь, Вера Старк | Победа    |
| 2012 | Драма Деск                           | Лучшая женская роль в пьесе                                                           | Кстати, знакомьтесь, Вера Старк | Номинация |
| 2014 | Американский фестиваль чёрного кино  | Лучшая женская роль второго плана                                                     | Шафер 2                         | Номинация |
| 2014 | Американский фестиваль чёрного кино  | Лучший актёрский состав                                                               | Шафер 2                         | Победа    |
| 2016 | Премия NAACP Image                   | Лучшая женская роль в фильме                                                          | Идеальный парень                | Победа    |
| 2016 | Кинопремия «All Def»                 | Лучшая женская роль в фильме                                                          | Идеальный парень                | Победа    |
| 2017 | Black Reel                           | Лучшая женская роль в телефильме или мини-сериале                                     | Огнестрел                       | Победа    |
| 2018 | Премия NAACP Image                   | Лучшая женская роль в телефильме, мини-сериале или драматическом специальном выпуске  | Огнестрел                       | Номинация |
| 2019 | Премия NAACP Image                   | Лучшая женская роль в фильме                                                          | Счастье в волосах               | Номинация |
| 2019 | Американская кинопремия              | Лучшая женская роль                                                                   | Счастье в волосах               | Номинация |
| 2019 | Премия NAACP Image                   | Лучшая женская роль второго плана в драматическом телесериале                         | Любовники                       | Номинация |
| 2020 | Премия NAACP Image                   | Лучшая приглашённая актриса в комедийном или драматическом телесериале                | Любовники                       | Номинация |
| 2021 | Серебряное перо                      | Лучший актёрский состав в мини-сериале, сериале-антологии или специальном телевыпуске | Одиночества                     | Номинация |
| 2022 | Эмми                                 | Лучшая приглашённая актриса в драматическом телесериале                               | Наследники                      | Номинация |
| 2022 | Black Reel                           | Лучшая приглашённая актриса в драматическом телесериале                               | Наследники                      | Победа    |
| 2022 | Ассоциация онлайн-кино и телевидения | Лучшая приглашённая актриса в драматическом телесериале                               | Наследники                      | Номинация |
| 2023 | Премия NAACP Image                   | Лучшая женская роль в телефильме, мини-сериале или драматическом специальном выпуске  | Шафер: Финальные главы          | Номинация |
| 2024 | Black Reel                           | Лучшая роль в телефильме или мини-сериале                                             | Шафер: Финальные главы          | Номинация |